# Бравый солдат Швейк в плену
«Бравый солдат Швейк в плену» (чеш. Dobrý voják Švejk v zajetí) — повесть чешского писателя Ярослава Гашека, написанная и опубликованная в 1917 году в Киеве. В повести в кратком виде излагаются похождения бравого солдата Швейка во время Первой мировой войны, которые впоследствии в более развёрнутом виде были описаны в романе Гашека «Похождения бравого солдата Швейка».

## История создания
16 февраля 1917 года Гашек читал начало своей книги на редакционном совещании в журнале «Чехослован». Летом того же года книга была опубликована в Славянском издательстве («Библиотечка „Чехослована“») в Киеве. Написана она была, по всей вероятности, в тюрьме Борисполя, где Гашек некоторое время провёл под арестом.
С. В. Никольский отмечает, что повесть кажется неоконченной: так, Швейк сдаётся в плен только на последней странице, то есть заглавие книги не соответствует её содержанию; скорее всего, уже во время написания этой повести «у Гашека существовал и более обширный план». В разговоре с шурином Гашек сожалел, что его не продержали в Борисполе дольше, потому что иначе он бы дописал книгу — «провёл» бы Швейка по России и поместил его в Харьков.

## Сюжет
Отслужив на срочной службе, Йозеф Швейк был признан идиотом и комиссован. Однако, не желая уходить из армии, он со словами «Хочу служить государю императору до последнего вздоха!» вновь и вновь пытался вернуться в казармы. Он попал в полицейское отделение, а затем предстал перед военным трибуналом, однако и тут был вновь признан душевнобольным и негодным к службе. Швейк стал посещать трактир напротив казарм, и ночью валялся в снегу перед казармами и распевал солдатские песни, чем заработал ревматизм.
Прошло несколько лет. Швейк работает в сапожной мастерской в Виноградах. Начинается Первая мировая война и Швейк, несмотря на приступ ревматизма, жаждет отправиться на фронт. Сидя в коляске для паралитиков, он призывает на площади немедленно наступать на Белград и оказывается в полиции. Его предают военному суду за «подстрекательство толпы против военных действий» и «оскорбительные намёки на австрийскую монархию». Хотя Швейк убеждён в своей невиновности, его приговаривают к восьми годам заключения. В тюрьме Швейку стал постоянно мерещиться государь император, и его повезли в Вену для обследования в психиатрической клинике. Там его наряду со многими другими пациентами признали годными к военной службе как излечившихся.
Швейка приписывают к 91‑му пехотному полку, переведённому в Брук‑на‑Литаве. Во время смотра на плацу вид Швейка не понравился жестокому прапорщику Дауэрлингу, и тот посадил его под арест с тем, чтобы на следующий день направить к батальонному рапорту. Однако позже Дауэрлинг понимает, что майор Венцель будет недоволен, что ополченец вызван к рапорту за какую-то мелочь. Несмотря на попытки Дауэрлинга отменить рапорт, Швейк настроен явиться туда, из-за чего Дауэрлинг вынужден сделать его своим денщиком.
Дауэрлинг отправляет Швейка в Кираль-Хиду передать записку понравившейся ему венгерской даме, однако записку обнаруживает её муж, что приводит к драке между Швейком и мужем дамы, в которую оказываются вовлечены чешские и венгерские солдаты. В другой раз Дауэрлинг просит Швейка найти ему собаку, и Швейк крадёт боксёра в садах возле вилл. Когда Дауэрлинг и Швейк пытаются выгулять упирающуюся собаку, их замечает начальник лагеря в Бруке-на-Литаве, который оказывается владельцем боксёра. Он распоряжается об отправке роты Дауэрлинга на фронт.
В составе маршевого батальона рота прибывает в Восточную Галицию и высаживается за Каменцем. Кругом видны разрушения и трупы после недавних боёв. Рота прибывает на передовую и располагается в окопах. Дауэрлингу с группой солдат приказывают провести патрулирование за колючей проволокой. Оказавшись под пулями, Дауэрлинг просит Швейка выстрелить ему в плечо, чтобы он смог оказаться в госпитале подальше от линии фронта. Швейк стреляет и сдаётся в плен русским. Там же оказываются другие солдаты его роты, которые рассказывают, что Дауэрлинг был по ошибке убит Швейком.

## Оценки и влияние
По словам С. В. Никольского, в повести представлена вторая стадия развития образа Швейка после цикла из пяти рассказов, написанных в 1911 году. В отличие от рассказов, повесть уже очень близка к роману и фактически является «эскизом» к нему. Здесь образ Швейка уже соединён с темой мировой войны и историей 91-го полка, намечены многие узловые мотивы, впоследствии развитые в романе, а также введены некоторые пока ещё эпизодические персонажи (офицеры Лукаш, Сагнер, Биглер). По мнению исследователя, «в художественном отношении повесть значительно уступает роману» и «во многом носит обнажённо агитационный характер». В ней «не вполне органично сочетаются жанр публицистического памфлета и повествование о Швейке», причём «памфлет на полицейский режим Австро-Венгерской империи, на военщину и политику национального гнёта местами оттесняет сюжет, отвлекая внимание от него». Сам образ Швейка «пока что как бы конспективен», «обрисован по преимуществу через действия, поступки — вроде кражи собаки, выстрела в прапорщика и т. д.»; в повести, как и в рассказах, «Швейк далеко ещё не так словоохотлив».
По мнению Радко Пытлика, «Швейк в плену» был написан «с целью пробудить в бывших австрийских военнопленных национальное самосознание и подвигнуть их вступить в чешско-словацкие войска». Как и Никольский, Пытлик отмечает «журналистский характер» книги и говорит о том, что «вся работа в целом довольно схематична и носит переходной характер».